# Ingela Olsson

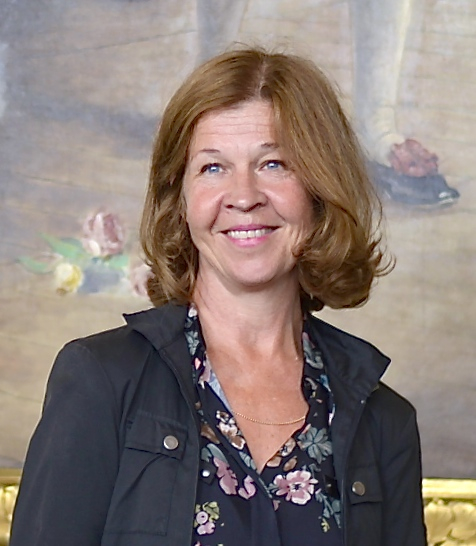
Ingela Olsson

Ingela Olsson (* 28. Februar 1958 in Nybro) ist eine schwedische Theater- und Filmschauspielerin.

## Leben
Ingela Olsson war 1980 Mitgründerin der Theatergruppe Sargasso und war ab dieser Zeit überwiegend als Theater-Schauspielerin tätig. 1989 hatte sie ihren ersten Einsatz in einem Fernsehfilm, es folgten eine Reihe von Auftritten in Fernsehserien. Seit 2001 spielt sie regelmäßig am Königlichen Dramatischen Theater in Stockholm.
Für ihre Rolle der „Inger Berggren“ im Film Wie im Himmel wurde sie 2005 für den Guldbagge für die Beste Nebendarstellerin nominiert.
2021 spielte sie als „Anette Lilja“ in der Netflix-Serie Young Royals.

## Filmografie (Auswahl)
- 1989: Ömheten
- 1993: Rederiet (Fernsehserie, 14 Folgen)
- 1997: Mein Freund der Scheich (Min vän shejken i Stureby)
- 2003–2004: c/o Segemyhr (Fernsehserie, 10 Folgen)
- 2004: Wie im Himmel (Så som i himmelen)
- 2007: August
- 2008: Selma
- 2014: Tommy
- 2016: Bamse och häxans dotter (Animationsfilm, Stimme)
- 2018–2021: Was der Schnee verbirgt (Det som göms i snö, Serie, 13 Folgen)
- 2021–2022: Young Royals (Serie, 12 Folgen)